# Прокудинский переулок
Проку́динский переу́лок — небольшая улица в центре Москвы на Пресне между Большим Предтеченским переулком и улицей Заморёнова.

## Происхождение названия
Появился как Безымянный переулок. С конца XIX века носит название по фамилии домовладельца Прокудина.

## Описание
Прокудинский переулок соединяет Большой Предтеченский переулок и улицу Заморёнова. Выходит на улицу Заморёнова немного западнее Пресненского переулка.

## Здания и сооружения
По нечётной стороне:
По чётной стороне: